# NGC 565
NGC 565 (другие обозначения — UGC 1052, MCG 0-4-158, ZWG 385.153, DRCG 7-47, PGC 5481) — спиральная галактика (Sa) в созвездии Кит. Открыта Джорджем Мэри Сирлом в 1867 году, описывается Дрейером как «маленький, вытянутый объект, возможно, с двумя ядрами».
Этот объект входит в число перечисленных в оригинальной редакции «Нового общего каталога».